# Tambja gratiosa
Tambja gratiosa is een slakkensoort uit de familie van de mosdierslakken (Polyceridae). De wetenschappelijke naam van de soort is, als Nembrotha gratiosa, voor het eerst geldig gepubliceerd in 1890 door Bergh.